# 2009年全仏オープン
2009年全仏オープン（2009ねんぜんふつオープン、Internationaux de France de Roland-Garros 2009）は、フランス・パリにある「スタッド・ローラン・ギャロス」にて、2009年5月24日から6月7日にかけて開催された。

## シニア

### 男子シングルス
ロジャー・フェデラー def.  ロビン・セーデリング, 6–1, 7–6(1), 6–4
- フェデラーが、男子テニス史上6人目となる「キャリア・グランドスラム」を達成した。フェデラーは同時に、ピート・サンプラスの持つ4大大会最多優勝記録「14勝」にも並んだ。

### 女子シングルス
スベトラーナ・クズネツォワ def.  ディナラ・サフィナ, 6–4, 6–2
- 2004年以来5年ぶりに「ロシア対決の決勝」が実現し、クズネツォワが2004年全米オープン以来の4大大会2勝目を挙げた。準優勝者のサフィナは、これで通算3度目の準優勝に甘んじた。

### 男子ダブルス
ルーカス・ドロウヒー /  リーンダー・パエス def.  ウェスリー・ムーディ /  ディック・ノーマン, 3–6, 6–3, 6–2

### 女子ダブルス
ビルヒニア・ルアノ・パスクアル /  アナベル・メディナ・ガリゲス def.  ビクトリア・アザレンカ /  エレーナ・ベスニナ, 6–1, 6–1

### 混合ダブルス
リーゼル・フーバー /  ボブ・ブライアン def.  バニア・キング /  マルセロ・メロ, 5–7, 7–6(5), [10–7]

## ジュニア

### 男子シングルス
ダニエル・ベルタ def.  ジャニ・ミナ, 6–1, 3–6, 6–3

### 女子シングルス
クリスティナ・ムラデノビッチ def.  ダリア・ガブリロワ, 6–3, 6–2

### 男子ダブルス
マリン・ドラガンヤ /  ディノ・マルカン def.  ギリェルメ・クリザール /  黄亮祺, 6–3, 6–2

### 女子ダブルス
エレナ・ボグダン /  ノッパワン・ラトチェワカーン def.  ティメア・バボス /  ヘザー・ワトソン, 3–6, 6–3, [10–8]